# Sialang Taji
Sialang Taji is een bestuurslaag in het regentschap Labuhan Batu Utara van de provincie Noord-Sumatra, Indonesië. Sialang Taji telt 4018 inwoners (volkstelling 2010).